# 慕容淵 (前燕)
慕容 淵（ぼよう えん、生没年不詳）は、五胡十六国時代の前燕の人物。昌黎郡棘城県の出身。

## 生涯
前燕に仕え、定襄王に封じられていた。
建熙11年（370年）11月、皇帝慕容暐・太傅慕容評・衛大将軍慕容臧・左衛将軍孟高・殿中将軍艾朗らと数十騎で鄴を出て、昌黎に向かった。
これ以後の事績は、史書に記されていない。